# Spyrídon Trikoúpis
Spyrídon Trikoúpis (Misolonghi, 20 de abril de 1788-Atenas, 24 de febrero de 1873) fue un político e historiador griego. Tomó parte activa en la lucha contra los turcos que tenían invadido su país, desempeñando importantes misiones diplomáticas en Inglaterra y fue varias veces nombrado ministro de Relaciones Exteriores de Grecia.
Destacó por ser el embajador de Grecia en Londres entre los años 1841 y 1843.
| Predecesor: creación del cargo | Primer ministro de Grecia 1833 | Sucesor: Alexandros Mavrokordatos |

## Obras
- Su obra más importante y notable fue Historia de la insurrección helénica (1853-1857)

- Datos: Q197690
- Multimedia: Spyridon Trikoupis / Q197690